# Fani
Fani é uma localidade do Mali.